# Итальянская энциклопедия

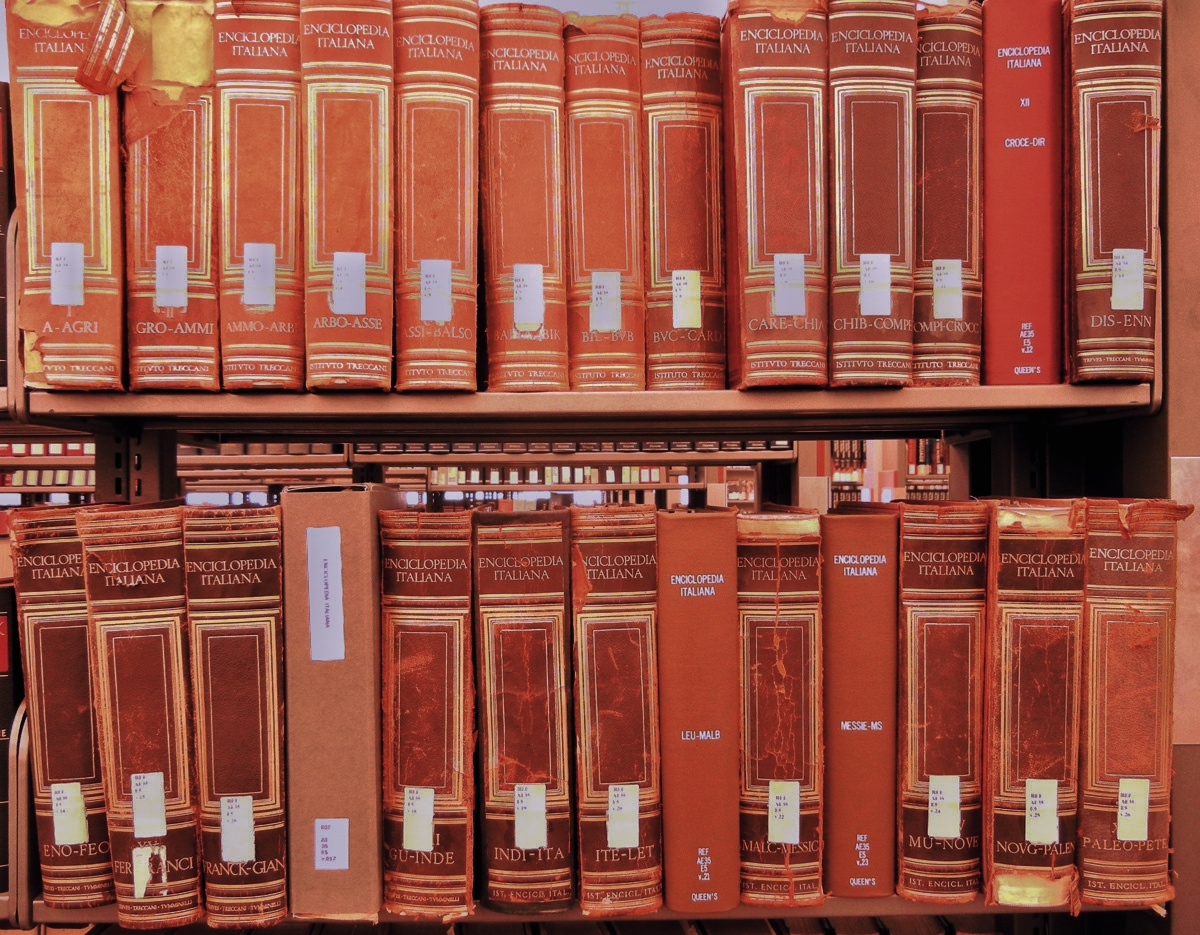

Итальянская энциклопедия, «Энциклопедия Треккани», «Итальяна»; полное название «Итальянская энциклопедия наук, литературы и искусств» (итал. l’Enciclopedia Italiana di scienze, lettere ed arti) — крупнейшая итальянская универсальная энциклопедия.
Первое издание «Итальянской энциклопедии» вышло в период 1925—1936 годов в объёме 35 томов плюс один справочный том. Объём каждого тома — около тысячи страниц (в среднем — 1015). Суммарное количество статей в энциклопедии — около 60 тысяч; примерно 50 млн слов. В период 1938—2006 годов издано 26 дополнительных томов.

## История энциклопедии

Д. Джентиле (слева) и Б. Муссолини (в центре) просматривают первый том «Итальянской энциклопедии»

Датой рождения энциклопедии считается 18 февраля 1925 года, когда сенатор Джованни Треккани основал в Риме Институт итальянской энциклопедии (итал. Istituto dell’Enciclopedia Italiana) — интеллектуальный и организационный центр, которому предстояло впервые в истории страны издать собственный, фундаментальный печатный свод знаний. И в XIX веке, и в годы экономического подъёма страны, предшествовавшие Первой мировой войне, в Италии издавались лишь адаптированные перепечатки зарубежных энциклопедий. Реализовать крупный национальный энциклопедический проект в Италии оказалось возможным лишь в условиях резкого подъёма общественного интереса к культуре и истории страны, который, в свою очередь, был одной из основ новой идеологии итальянского государства. Благодаря этому, несмотря на всеобщий дефицит средств, который Италия испытывала по окончании войны, проект был реализован.
Далеко не последнюю роль в успехе проекта национальной энциклопедии сыграла и его поддержка со стороны Бенито Муссолини, выходившая за рамки организационной. Сам будучи профессиональным и небесталанным журналистом, Муссолини внёс свой вклад в написание ряда концептуальных, идеологических статей. Но связывать сам факт появления «Энциклопедии Треккани» — грандиозного культурного проекта мирового значения — только с итальянским фашизмом и его идеологией было бы ошибочно. Рост патриотизма, гордости за исторические достижения предков и в целом национального самосознания — всё это уходило своими ближайшими корнями в предвоенную Италию (одна из знаковых фигур которой — д’Аннунцио), и далее — к ещё недавно минувшей эпохе национального объединения (символами которой были Гарибальди и Мадзини). Поэтому ни «Итальянская Энциклопедия», ни другие признаки культурного роста Италии в 1920—1930-е годы не могут быть поставлены в заслугу Муссолини, который лишь дал ход тенденциям, вызревавшим в стране задолго до его явления на политическую сцену.
Джованни Треккани (1877—1961), чьё имя носит «Итальяна», принадлежал числу тех предпринимателей, кого в Италии называют «капитанами промышленности» (итал. capitano d’industria). «Капитан промышленности», а точнее, отрасли — особая категория экономической истории Италии; «званием» этим здесь «награждали» не каждого успешного предпринимателя, а тех, чьи предприятия (как правило, начатые почти с нуля) становились системообразующими в той или иной отрасли (многие из которых в 1920—1930-е годы тоже приходилось создавать заново). «Капитаны индустрии» одновременно были и государственными деятелями — сенатором (ит.) Треккани стал в 1923 году. Наконец, особенностью «капитанов» итальянской промышленности было меценатство, которое они проявляли не под старость лет, отходя от дел, а на фоне активной предпринимательской деятельности, не скупясь изымать деньги из оборота, демонстрируя этим, что самовозрастание капитала не самоцель. Этому меценатству способствовали и особые политические условия 1920—1930-х годов, когда одним из лозунгов государства был приоритет общественных интересов над частными.

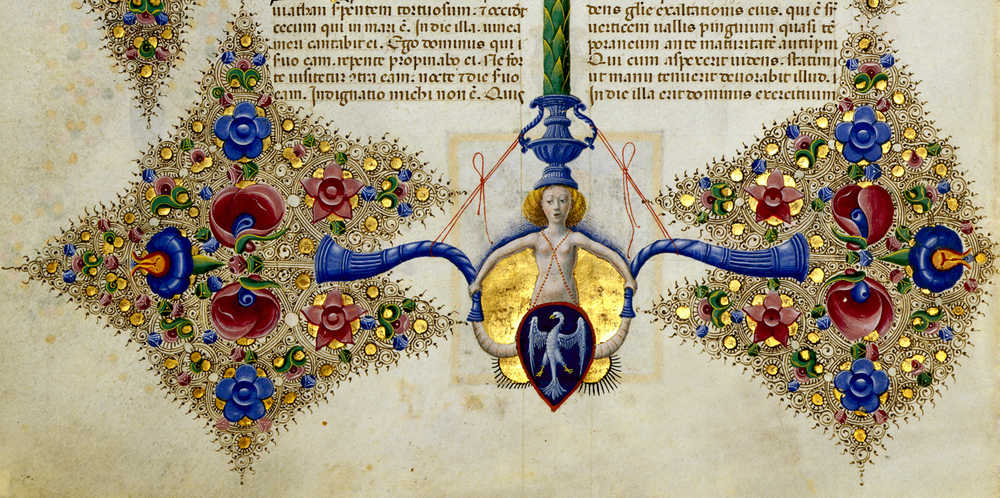
Стемма (герб) библии Borso d’Este

Славу мецената Треккани завоевал в 1923 году, когда философ Джованни Джентиле, занявший в правительстве Муссолини кресло министра образования, уговорил промышленника купить за 5 млн лир и передать в дар стране уникальную инкунабулу — библию Borso d’Este (ит.). Этим было положено начало многолетнему сотрудничеству ломбардского фабриканта и сицилийского философа, который вскоре подвёл Треккани к идее посвятить себя грандиозному проекту — созданию национальной энциклопедии. Третьим их единомышленником в этом начинании стал писатель, поэт и драматург Фердинандо Мартини (ит.), которого, также, как и Треккани, в 1923 году итальянцы избрали в сенат своего королевства. К 1925 году они разработали устав и структуру учреждения, которое должно было стать организационным ядром реализации проекта — Института итальянской энциклопедии.
Ключевую в издательском деле роль редактора-издателя они решили поручить выпускнику университета Боккони Калоджеро Тумминелли. Сицилиец по происхождению, с 1910 года — член масонской ложи Карла Каттани (итал. Carlo Cattaneo), с 1913 года Тумминелли был совладельцем издательского дома «Casa Editrice d’Arte Bestetti & Tumminelli», печатавшего книги по искусству, и его опыт и связи несомненно сыграли свою роль в успехе всего проекта. Как раз в 1924 году, прежде чем войти в официальный состав учредителей Института энциклопедии, Тумминелли зарегистрировал в Риме собственное издательство — Tumminelli Editore.

## Институт Итальянской энциклопедии
Устав Института итальянской энциклопедии зарегистрирован в Риме 18 февраля 1925 года. В состав его учредителей вошли:
- Джованни Треккани — президент
- Профессор Джованни Джентиле — директор по научным вопросам
- Калоджеро Тумминелли (ит.) — директор по редакционно-издательской части
- Джан Альберто Бланк
- Профессор Пьетро Бонфанте (ит.) — специалист по римскому праву; в 1915—1917 — ректор Университета Боккони
- Маршал граф Луиджи Кадорна
- Альберто де Стефани — министр финансов, затем глава Казначейства Италии
- Профессор Гаэтано де Санктис (ит.) — историк античности, с 1923 года — соредактор «Журнала по филологии и классическому образованию» («итал. Rivista di Filologia e di Istruzione Classica»). В 1947—1954 — директор Института итальянской энциклопедии.
- Луиджи Эйнауди (экономический отдел) — экономист, журналист; в 1948—1955 — президент Италии
- Художник Витторио Грасси — отдел искусств;
- Медик Этторе Маркьяфава (ит.) — паразитолог (борьба с малярией), гистолог, терапевт-практик; описал один из синдромов алкоголизма (Marchiafava-Bignami); личный врач трёх римских пап[11]
- Юрист Сильвио Лонги (ит.), отдел законодательства и права — специалист по уголовному праву, сотрудник прокуратуры и Кассационного суда Италии[12]
- Фердинандо Мартини — писатель, поэт, драматург
- Журналист Уго Ожетти (ит.) — в 1926—1927 годах главный редактор крупнейших периодических изданий («La Tribuna», (ит., «Corriere della Sera»), с 1930 года — член Итальянской академии (ит.)
- Франческо Салата (ит.) — специалист по античности и истории права — политик, сенатор, член Государственного совета Италии (ит.).
- Профессор Витторио Шалоя — историк Древнего Рима, бывший министр юстиции и иностранных дел Италии; участник многих послевоенных международных конференций Лиги Наций; в 1926—1932 президент Национальной академии деи Линчеи[13]
- Академик Анджело Сраффа (ит.) — экономист; в 1919—1926 — ректор университета Боккони
- Гранд-адмирал граф Паоло Эмилио Таон ди Ревель — национальный герой Италии; единственный в истории страны гранд-адмирал (звание установил Муссолини специально для Таона ди Ревеля). Президент Географического общества Италии, сенатор.
- Томмазо Титтони — политик, президент Сената Италии.[9]

Джованни Джентиле, как научный руководитель, и другие учредители института, составившие ядро редакционной коллегии энциклопедии, привлекли к участию в ней, каждый по своему направлению, цвет итальянской науки, авторитетных специалистов во всех областях знаний — в общей сложности 3266 учёных и специалистов. Современный историк Бендетти отмечает, что к написанию статьей для Итальянской энциклопедии были привлечены «лучшие представители национальной культуры, в том числе много евреев и известных антифашистов, для многих из которых эта работа была единственным источником средств к существованию». Антифашистом был и один из учредителей — Анджело Сраффа, который за это в 1922 году подвергся нападению трёх фашистских молодчиков. Как главному редактору, Джованни Джентиле удалось сохранить значительную независимость редколлегии от попыток вмешательства в её работу со стороны цензуры иезуитов (примечательно, что в составе редакторов не было ни одного представителя церкви).

## Работа над изданием
Три года, с 1925 по 1928 ушло на решение предварительных задач. Было выделено 48 тематических разделов, редакторы которых («технический комитет» — собственно, расширенный состав редакционной коллегии) принялись за составление словника (итал. lemmario). В него отобрали 60 тысяч первичных и 240 тысяч производных терминов. Руководили этой работой главные редакторы — лингвисты Антонио Пальяро (ит.), затем Бруно Мильорини (ит.) и историк и литератор Умберто Боско (ит.).
Первое издание вышло в составе 35 основных томов и одного справочного, каждый объёмом чуть более тысячи страниц. Справочный аппарат отличался высоким уровнем организации и удобством в использовании. Статьи, как правило, содержали ясное и лаконичное изложение предмета, с достаточной библиографией. Вместе с тем, характер некоторых статей, по их стилю и содержанию, выходил за пределы чисто информационных задач, приближаясь к стилю высококачественного научно-познавательного очерка — например, статьи о романтизме, Возрождении, Данте и т. п..
По традиции, все статьи энциклопедии подписываются только инициалами авторов.
На протяжении 1932—1943 годов некоторые крупнейшие статьи энциклопедии были отпечатаны в виде отдельных брошюр — первой из которых стала «Фашизм», написанная Муссолини (Есть также мнения, что автором этой статьи были Джованни Джентиле и Джоаккино Вольпе).

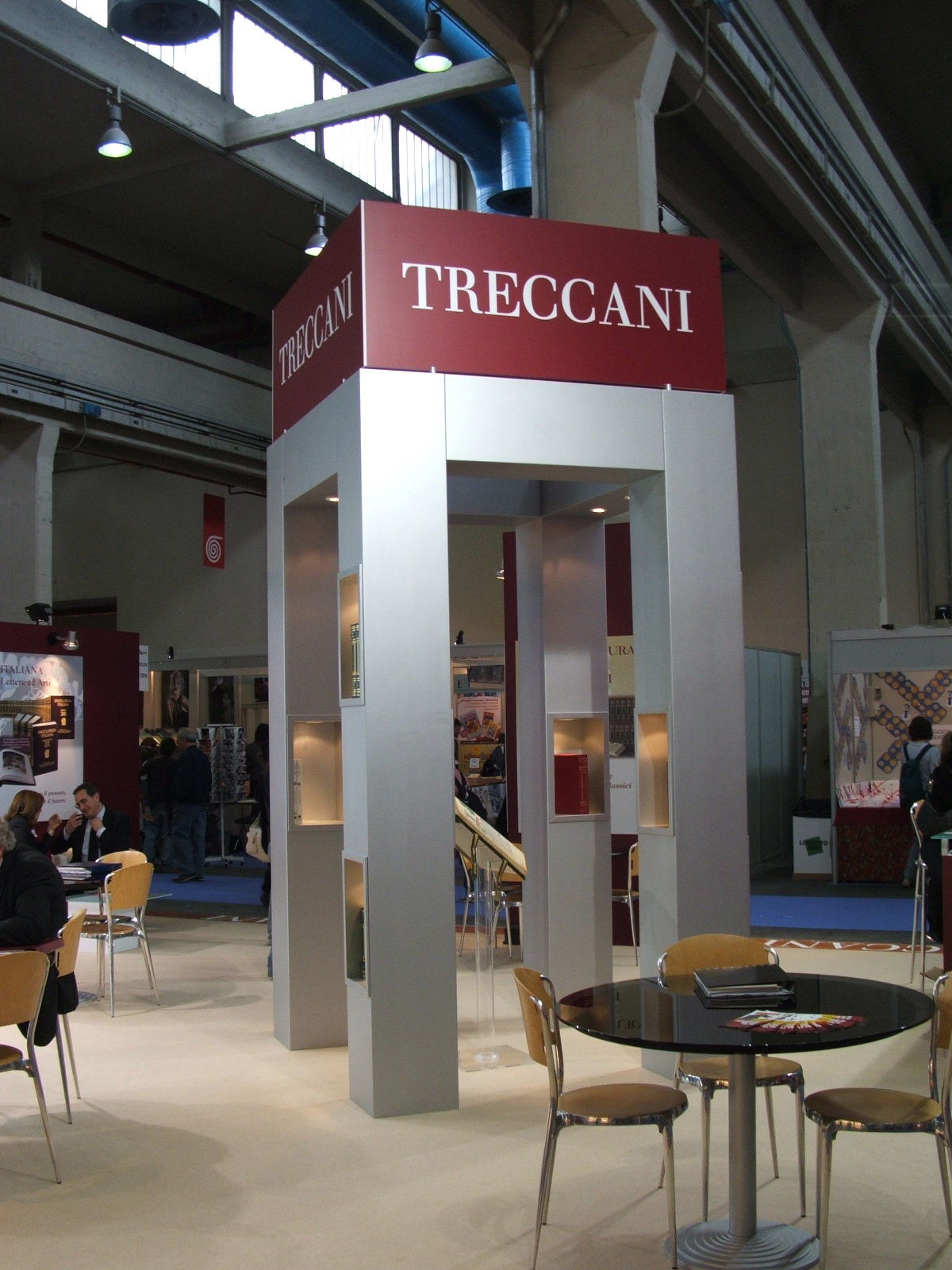
Стенд энциклопедии Треккани на Всемирной книжной ярмарке 2006 года (ит.)

Как и во всех крупных энциклопедиях, перед редакцией «Итальяны» со временим встала проблема актуализации ранее напечатанных данных. Первый такой дополнительный том вышел в 1938 году. Последнее, седьмое дополнение (La VII appendice) вышло уже в XXI веке, и состоит из пяти томов. В целом, на данный момент Итальянская энциклопедия состоит из 62 томов общим объёмом 56 тысяч страниц, которые также могут быть приобретены на DVD.

## «Итальяна» в ряду других энциклопедий мира
Наряду с Британской и Испанской «Итальяну» называют в числе крупнейших мировых энциклопедий. Однако по суммарному объёму всех изданий «Итальянская энциклопедия» уступает Большой советской энциклопедии (1-е издание — 65+1 том, 2-е — 49+1 том, 3-е — 30+1 том, не считая указателей и ежегодников).
Обе энциклопедии «родились» практически синхронно: постановление президиума ЦИК СССР, в соответствии с которым было создано акционерное общество «Советская энциклопедия», было также принято в 1925 году. К 1938 году, когда «Итальянская энциклопедия» своё первое издание завершила, БСЭ успела издать примерно такое же количество томов — немного менее 40. Однако для советской энциклопедии это составляло лишь половину намеченного (буква «М»), и полностью её первое издание завершилось уже после Великой Отечественной войны.